# Hypotrachyna culbersoniorum
Hypotrachyna culbersoniorum är en lavart som beskrevs av Elix & T. H. Nash. Hypotrachyna culbersoniorum ingår i släktet Hypotrachyna och familjen Parmeliaceae.   Inga underarter finns listade i Catalogue of Life.